# Karl Hein (voetballer)
Karl Hein (Põlva, 13 april 2002) is een Ests voetballer die doorgaans als doelman speelt. Hij ligt sinds 2018 onder contract bij Arsenal en is sinds september 2020 de vaste doelman voor Estland. 

## Clubcarrière
Hein maakte zijn debuut in het betaalde voetbal voor Nomme United in de Esiliiga B tegen JK Järve (6-0 winst) Hein speelde een volledige helft. Hein kwam bij Nomme United tot 5 wedstrijden waarin hij twee keer de nul hield. Na zijn tijd bij deze club vertrok hij naar Arsenal hij speelde voor verschillende jeugdteams voordat Hein op huurbasis vertrok naar Reading, voor deze club maakte Hein zijn debuut op 9 februari 2022 in de Championship tegen Bristol City (2-1 verlies). Bij Reading kwam Hein tot vijf wedstrijden. Bij Arsenal maakte Hein zijn debuut op 9 november 2022 in een met 3-1 verloren EFL cup wedstrijd tegen Brighton. In het seizoen 2024/25 werd Hein verhuurd aan Real Valladolid, waar hij als eerste doelman tot 32 wedstrijden kwam waarin hij 5 keer de nul hield.   

## Interlandcarrière
Hein is sinds 2020 een vaste eerste doelman van het nationale team. Hein won met Estland de Baltische Beker in 2020 en 2024.   
1 Masip ·
2 L. Pérez ·
3 García ·
4 Olivas ·
5 Sánchez ·
6 González ·
7 Guardiola ·
8 K. Pérez ·
9 Weissman ·
10 Plano ·
11 Hervías ·
12 Orellana ·
13 Roberto ·
14 Alcaraz ·
15 El Yamiq ·
16 André ·
17 Mesa ·
18 Janko ·
19 Toni ·
20 Fede ·
21 Míchel  ·
22 Nacho ·
23 Rubio ·
24 Joaquín ·
40 Jota ·
Coach: Sergio